# Roccafiorita
Roccafiorita – miejscowość i gmina we Włoszech, w regionie Sycylia, w prowincji Mesyna.
Według danych na rok 2004 gminę zamieszkiwały 254 osoby, 254 os./km².